# Eremochelis insignatus
Eremochelis insignatus är en spindeldjursart som beskrevs av Roewer 1934. Eremochelis insignatus ingår i släktet Eremochelis och familjen Eremobatidae. Inga underarter finns listade i Catalogue of Life.